# 動詞化
動詞化（どうしか）とは、名詞が変化（派生）し、動詞として使われるようになることである。
日本語では名詞に「する」（す）が付くことによる動詞化がある。
英語では、動詞化接尾辞として"-ize"などがあるが、名詞と同じ形態で動詞として用いられる場合（品詞転換）も多い。

## 日本語
平安時代の日本語では、和語や漢語の名詞に「す」もしくは「ばむ」などの接尾辞を付けることで作られた動詞（「対面す」「気色ばむ」など）がある。この他、名詞の語尾を活用させる形で作られたものとして、天延2年（974）以後の蜻蛉日記に「装束く」（「装束」の動詞化）が見られる。
現代の日本語で、怠けることを意味する「サボる」という言葉は、フランス語の「サボタージュ」に五段活用語尾「る」が付いて動詞化して生まれた言葉である。同様の例としては「ダブる」などかある。また「たそがれる」も「たそがれ」が動詞化したものだが、「サボる」等とは違って下一段活用し、逆成の例ともされる。

### 「る」による動詞化
1692年の狂歌集「後撰夷曲集」では、「料理」という言葉が動詞化した「料る」という言葉が使用されている。
「る」によって動詞化された言葉は、若者言葉でもあることがある。「パニクる」（パニックから）や、「メモる」（メモから)など、外来語を語源としているものもある。